# Determinismo geográfico

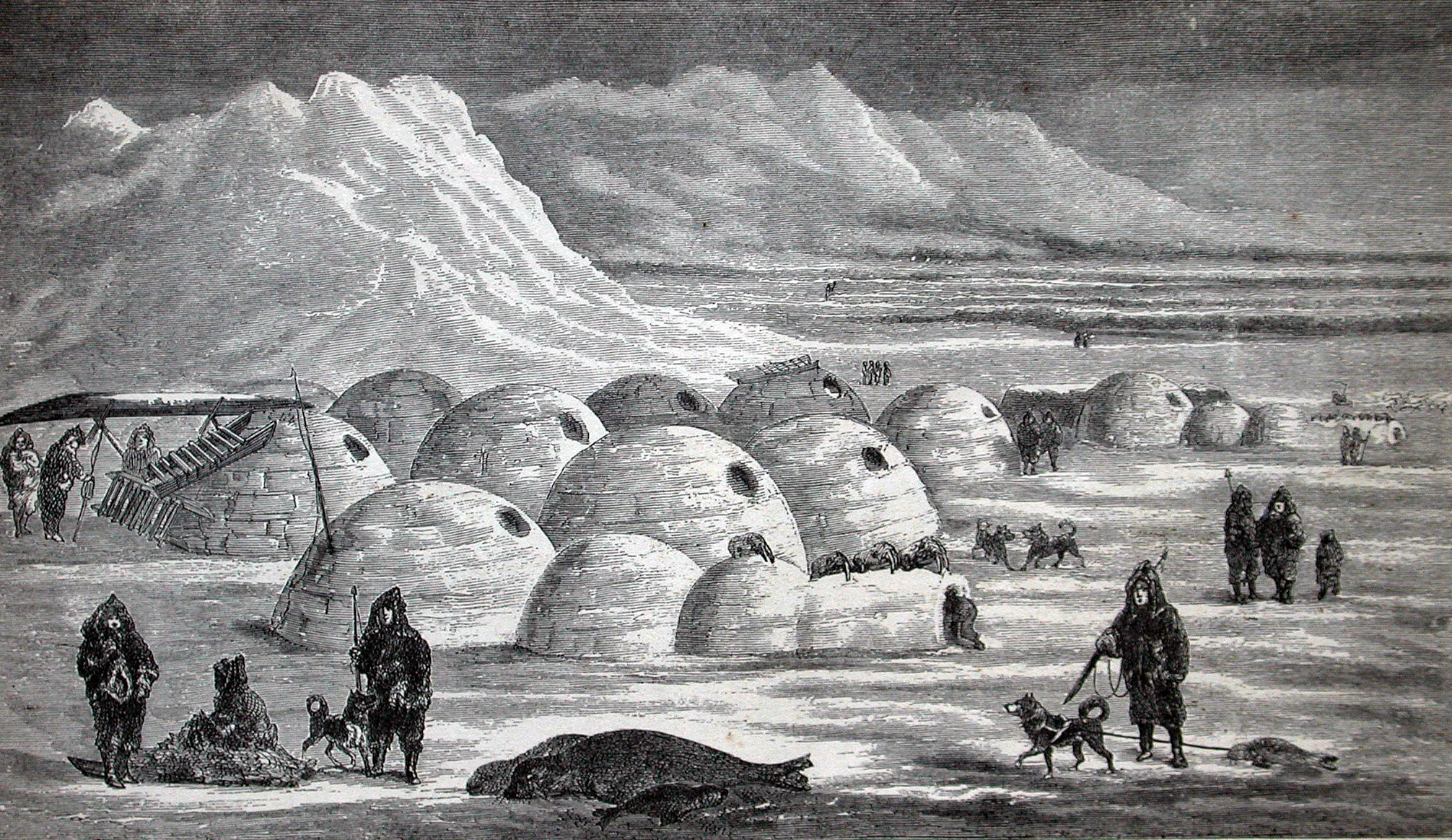
Las condiciones naturales del paisaje ártico, que carece de recursos como la madera y las fibras vegetales (y en casos límite incluso de piedra o arcilla) impiden a los grupos humanos utilizarlos si no es mediante la importación. Construir los iglús con hielo y vestirse con pieles de foca son soluciones que se pueden comparar a las adaptaciones biológicas. También estas se producen, explicando las diferencias entre las razas humanas (pigmentación, tolerancia a la lactosa, corpulencia, etc.)

Determinismo geografico es una escuela geográfica propia de la Alemania de finales del XIX y comienzos del siglo XX que se inscribe en la tendencia determinista de las ciencias sociales, dentro de un ambiente cultural e intelectual en el que estaban presentes el darwinismo social, el organicismo y el vitalismo. También incluye la pretensión de la geopolítica clásica de atribuir las características físicas y demográficas de cada país a su posición en el espacio geográfico, predeterminando así sus posibilidades de desarrollo y expansión.
Fue acuñado por Friedrich Ratzel en la segunda mitad del siglo XIX. Según Ratzel, la principal tarea del geógrafo es comprender de qué manera el medio ambiente influencia los grupos humanos en cada zona de la Tierra, obligándoles a asumir determinados comportamientos y actuaciones, resultando en diferentes paisajes geográficos. En realidad los planteamientos deterministas están presentes en el pensamiento occidental desde la Antigüedad clásica, pues los critica el propio Estrabón, y son retomados por autores de la Edad de Oro del islam, como Said al-Andalusi.
La escuela opuesta al determinismo es el posibilismo geográfico (posibilismo) o voluntarismo geográfico (voluntarismo), dentro del ámbito cultural del funcionalismo y la tradición intelectual francesa. Esta corriente considera los grupos humanos como un factor geográfico capaz de incidir en su propio futuro a través de la modificación de su medio.
El principal grupo de seguidores de Ratzel constituyó la denominada Escuela de Múnich, dirigida por el general bávaro Karl Haushofer, que codificó las llamadas leyes geopolíticas y fue uno de los principales ideólogos del Lebensraum (doctrina del "espacio vital" que habría impulsado históricamente a los pueblos germánicos a la emigración -Völkerwanderung-, y particularmente hacia el este -Drang nach osten-). También se inscriben en este ámbito los definidores de la doctrina estadounidense del destino manifiesto. A comienzos del siglo XX el antropogeógrafo Ellsworth Huntington desarrolló una teoría explicativa de la decadencia del Imperio romano a partir del decrecimiento de la fertilidad de la tierra. Similares planteamientos han venido siendo utilizados para encontrar determinaciones geográficas en otros hechos y procesos históricos. Se entiende a la tecnología como la única variable que puede mitigar el determinismo geográfico.
Los argumentos deterministas se utilizaron como justificación de las doctrinas pseudocientíficas que proponían la desigualdad de los hombres. La derrota del nazismo en la Segunda Guerra Mundial conllevó el desprestigio del determinismo geográfico junto con otras teorías y prácticas científicas o pseudocientíficas, como la eugenesia.